# لويس هنري دوق بوربون
لويس هنري دي بوربون (بالفرنسية: Louis IV Henri de Bourbon-Condé) دوق بوربون أو لويس هنري الأول أمير كوندي (18 أغسطس 1692 - 27 يناير 1740)؛ أصبح منذ 1710 رئيس لأسرة بوربون-كوندي، وأيضا شغل منصب الوزير الأول في عهد الملك لويس الخامس عشر بين عامي 1723 حتى إقالته في 1726.
على الرغم من نجاحه في إدارة ممتلكات عائلته منذ 1709 بصفته أمير كوندي، إلا أنه لم يستخدم هذا اللقب مطلقاً، مفضلاً لقب دوق بوربون، كان معروفاً في البلاط بـ مسيو الدوق (Monsieur le Duc)، وبما أنه عضو من العائلة الحاكمة يعتبر أمير الدم.

## السيرة الذاتية
كان لويس هنري الابن البكر لوالديه لويس الثالث أمير كوندي ولويز فرانسواز دي بوربون الابنة الكبرى وغير الشرعية للملك لويس الرابع عشر ومدام مونتيسب.
بعد وفاة ورثة العرش واحد تلو الآخر مع أوائل عقد 1710 باستثناء دوق أنجو الذي أصبح أخيراً الملك لويس الخامس عشر في 1715، أصبح دوق بوربون الثالث في سلم الخلافة الفرنسي بعد الوصي ونجله دوق شارتر.
في سبتمبر 1715 بعد وفاة جده الملك لويس الرابع عشر وصعوده حفيده الملك لويس الخامس عشر ذو الخمسة أعوام تحت وصاية دوق أورليان، تم تعيين دوق بوربون ذو الثلاثة والعشرون عاماً عضواً في مجلس الوصاية هو أعلى هيئة استشارية في البلاط خلال فترة الوصاية.
على الرغم من انتهاء فترة الوصاية في فبراير 1723 بعد بلوغ الملك الثالث عشر، بقى الكارينال دوبوا كرئيس الوزراء حتى وفاته في أغسطس 1723، وبناءً على ذلك اعتلى الوصي السابق منصب رئيس الوزراء حتى وفاته هو الآخر في ديسمبر 1723، وبعدها هلع دوق بوربون نحو الملك الشاب لرؤيته في ذلك المساء طالباً منه المنصب، أوصى الكاردينال فلوري الذي كان حاضراً في الاجتماع بموافقة عليه، أشار الملك في تلك اللحظة بموافقة الصامتة.
كانت أولى الخطوات التي قام بها هو تعيين واحداً من أقرباء عشيقته مدام بري وزيراً للشرطة، وأيضا قام بالسيطرة على الرقابة صحافة، وأيضا في عهده تم تجديد اضطهاد الهوغونوتيون مرة أُخرى.
أحد أكثر الإنجازات التي تحققت خلال عهده هو ترتيب زواج الملك، في السابق كان الملك مخطوباً من ابنة عمه انفانتا ماريانا فيكتوريا ابنة فيليب الخامس ملك إسبانيا منذ 1721 حينها كانت في الثلاثة من العمر، وكان الملك في الحادية عشر عاماً، على الرغم من قدوم انفانتا إلى فرنسا وألزمت على البقاء فيها حتى اكتمال الزواج، إلا أن بحلول 1724 أصبح الملك الآن في الرابعة عشر عاماً، في حين انفانتا مازالت طفلة صغيرة وبعيداً عن سن الإنجاب، شعر البعض أن هذا وقت طويل بالنسبة لفرنسا لانتظار الوريث، لأنه على وجه الخصوص لو توفي لويس الخامس عشر دون وريث، كان يُخشى أن يتخلى فيليب الخامس ملك إسبانيا عن معاهدة أوترخت ويطالب بحقه بالعرش الفرنسي (تخلى فيليب الخامس مسبقاً عن حقه في الخلافة أثناء صعوده على العرش الإسباني)؛ مما يؤدي إلى إغراق إسبانيا وفرنسا في صراعات مع القوى الأوروبية الأخرى كما حدث في حرب الخلافة الإسبانية.
فيما يبدو أن مع صيف 1724 بدأت مدام بري والمسيو الدوق في التفكير جلياً بكسر الارتباط بين الملك وهذه الطفلة، على الرغم من أن هذا يسبب الإهانة كبيرة لإسبانيا، ولكن إيجاد زوجة تزود الملك بوريث أصبح مطلوب جداً في ذاك الوقت، وخاصة أن آل أورليان يأتوا في المرتبة الثانية في سلم الخلافة مما كان يسبب الهلع له، لأن قبول ملك إسبانيا له أفضل من منافسه دوق أورليان.
حتى شتاء 1725 تم تنظيم قائمة شملت مئة أميرة مرشحة للزواج من الملك، بحيث احتوت القائمة على أثنين من شقيقاتها الصغار إلا أن مدام بري رفضت الفكرة بشدة، لأن هذا الخيار يعطي لوالدته الأرملة تأثير كبيراً في المستقبل لو تحقق، في الواقع لم تكن على وفاق معها، وعلاوةً على ذلك عارض الكاردينال فلوري تزويج الملك من أي بنات سليل فرع كوندي.
أخيراً مع أبريل 1725 تم إرسال الطفلة الصغيرة إلى مدريد مما تسبب في إهانة لإسبانيا مما أدى إلى توتر العلاقات بين البلدين والتي لم تتحسن إلا بعد عقدين من الزمان، شملت القائمة بالإضافة إلى شقيقات الدوق أيضا بعض بنات جورج الثاني ملك بريطانيا العظمى، افتراض لقبولهن تحويلهن إلى الكاثوليكية، ومع ذلك الطلب لم يتحقق مما أدى إلى الرفض، وأيضا شملت الدوقة الكبرى إليزافيتا الروسية والأميرة آن شارلوت اللورينية وأيضا بعض أميرات سافوي التي كُن بنات خال الملك، وأيضا كارولين من هسن-روتنبورغ.
وقف الاختيار أخيراً على ماري ليزينسكا أميرة بولندا المنفية، كانت والدها ستانيسلاف قد أصبح ملك بولندا منذ 1704 بعد حصوله على الدعم من كارل الثاني عشر ملك السويد، ولكنها فقدها مع 1709 بعد تقهقر القوات السويدية أمام الروس وفرار ملكهم إلى العثمانيين، وبذلك فقد الدعم اللازم وأدى ذلك إلى الرجوع الملك المخلوع إلى منصبه وخلع والدها، وجد والدها ملجاً في السويد ثم في ألمانيا قبل أن يستقر أخيراً في فيسيمبورغ الألزاس فرنسا، حصل من الوصي على معاش تقاعدي قدره 50,000 ليفر، ومع ذلك لم يدفع بشكل منتظم، على أية حال لم تكن ماري مشهورة بالجمال أو بالذكاء، ولكنها لم تكن قبيحة، وكانت بصحة جيدة ولطيفة وكريمة وهادئة، في البداية اقترحت كزوجة له، ولكن مع أخذ زواج الملك الأولوية قرر بأنها مناسبة له، أثناء زواج بالوكالة بكاتدرائية ستراسبورغ وقف دوق أورليان مكان الملك، وبعدها في سبتمبر 1725 تزوج الملك شخصياً منها في فونتينبلو.
ومع ذلك ظل لويس كرئيس الوزراء حتى إقالته في 1726 لصالح الكاردينال فلوري معلم الملك ومستشاره، بعد أن قضى فترة حكمه تم نفيه نحو منزله الريفي بقلعة شانتيلي على بُعد 40 كم شمال شرق باريس، قام بإدخال عدة الإضافات للقلعة متأثراً بطراز عصر النهضة، وأيضا قام بتصميم المبنى وإضافة الحدائق وأمكنة للترفيه، توفي لويس هنري في هذا القصر عن عمر يناهز السابعة والأربعين عاماً، وبذلك انتقلت ألقابه إلى ابنه الوحيد لويس جوزيف ذو 4 أعوام، حمل لويس جوزيف لقب أمير كوندي لأكثر من سبعين عاماً اللاحقة.